# Diamond Skulls
Diamond Skulls is een Britse film uit 1989, geregisseerd door Nick Broomfield.

## Verhaal
Hugo is een jonge Engelsman. Hij is erfgenaam van een enorm fortuin. Hij is getrouwd met Ginny. Ze lijkt toegewijd en loyaal aan hem. Ze hebben een jonge zoon. Maar Hugo wordt achtervolgd door jaloezie, terwijl hij Ginny in de armen van een collega verbeeldt. Hij wordt argeloos over haar vermeende ontrouw. Na een avondje stappen met vrienden rijdt de dronken Hugo over een overstekkende vrouw en overlijdt ter plaatse. Hugo en zijn vrienden besluiten door te rijden.
Peter zijn zakenpartner wil het voorgeval gebruiken om macht over het landgoed te krijgen. Jamie die uitgaat met de zus van Hugo wil naar de politie gaan en het incident te melden. Wanneer het politieonderzoek Hugo nadert, leidt de machtsstrijd tot dodelijke gevolgen. Op het einde vermoorden Peter en Hugo, Jamie en zorgen ervoor dat het op een zelfmoord lijkt. Ze willen het laten lijken alsof het Jamie was die in de auto reed en de vrouw vermoordde. De politie gelooft het verhaal en sluit de zaak.

## Rolverdeling
| Acteur          | Personage      |
| --------------- | -------------- |
| Gabriel Byrne   | Hugo Bruckton  |
| Amanda Donohoe  | Ginny Bruckton |
| Struan Rodger   | Peter Eggleton |
| Douglas Hodge   | Jamie Skinner  |
| Ralph Brown     | Jack           |
| Michael Hordern | Lord Crewne    |
| Ian Carmichael  | Exeter         |
| Matthew Marsh   | Raul           |
| Judy Parfitt    | Lady Crewne    |
| Jay Benedict    | Joe            |